# Monamour
Monamour è un film del 2005 diretto da Tinto Brass.
Pellicola erotica liberamente ispirata al romanzo Amare Leon di Alina Rizzi. Il titolo del film (letteralmente: amore mio in lingua francese) gioca anche sull'incontro tra il vocabolo dialettale veneto mona (vagina) e il francese amour (amore).

## Trama
Marta accompagna il marito Dario, che nella vita è un indaffaratissimo direttore editoriale, al festival della letteratura di Mantova, che si tiene ogni anno in settembre. Al galà d'inaugurazione incontra Leon, un bellissimo illustratore parigino, e scopre di essere presa da una irresistibile attrazione sessuale, anche perché il marito, che pensa solo al lavoro, non le trasmette più la passione di un tempo.
Incoraggiata all'adulterio dall'amica Silvia, anche lei a Mantova, Marta intraprende per la durata del festival una breve ma intensa relazione con Leon, che le farà scoprire la sodomia e il sesso di gruppo in un crescendo di trasgressione.
Marta tiene un diario segreto delle proprie gesta erotiche. Dario comincia ad accorgersi delle scappatelle della compagna: si riaccende così il desiderio per la moglie. Finirà per desiderarla sempre di più quando scoprirà, e leggerà, il diario che descrive i tradimenti di Marta.
Alla fine del festival, i coniugi avranno scoperto che la gelosia è il più potente degli afrodisiaci e che il tradimento, in particolare quello femminile, è indispensabile per aiutare il rapporto matrimoniale a vincere la noia e a rafforzarsi.

## Produzione

### Regia
Il film raccoglie i principali temi del cinema di Tinto Brass: il gusto per la sodomia, l'esaltazione del tradimento femminile come potente afrodisiaco per la coppia, l'indulgere della cinepresa sul fondoschiena della protagonista; stilisticamente parlando, il film segna una svolta softcore dal momento che Monamour presenta scene di sesso più esplicite rispetto alla produzione precedente del regista. È l'esordio sul grande schermo dell'uzbeca Anna Jimskaya. Si tratta anche del primo film di Tinto Brass girato in digitale.

### Cast

#### Cameo
Il regista appare nel ruolo di un intellettuale che disquisisce al festival con un gruppo e fumando il suo sigaro abbraccia due donne per il posteriore.

## Distribuzione
Monamour è stato anche accompagnato da qualche polemica. Infatti, inizialmente il film avrebbe dovuto essere presentato alla Mostra del Cinema di Venezia ma poi, a detta di Tinto Brass, il direttore della mostra Marco Müller cambiò idea adottando a pretesto il regolamento della mostra. Il film sarebbe dovuto uscire nell'autunno 2005 nelle sale cinematografiche italiane ma Tinto Brass ne lamentò il boicottaggio da parte dei distributori. Così, il film uscì nelle sale solo in Francia. Per vedere Monamour, il pubblico italiano ha dovuto attenderne l'uscita in DVD, qualche mese dopo.